# Bismarckturm (Mülheim an der Ruhr)
Der Bismarckturm in Mülheim an der Ruhr ist ein 27,5 m hoher Aussichtsturm auf dem Kahlenberg mit Blick über die Ruhr. Gewidmet ist er der Erinnerung an den Reichskanzler Otto von Bismarck, der für die Reichsgründung 1871 verehrt wurde.

## Geschichte
Wie andere Städte sollte auch Mülheim eine Bismarcksäule bekommen, doch die gesammelten Gelder reichten nicht. Erst der Mülheimer Augenarzt Johann Hermann Leonhard und seine Frau Margarete Stinnes stellten die benötigten Mittel aus der von ihnen gegründeten Leonhard-Stinnes-Stiftung zur Verfügung. Ihr Neffe, Gerhard Küchen, wählte den Standort auf dem Kahlenberg und beaufsichtigte die Baumaßnahme. Entworfen wurde der Aussichtsturm von dem Mülheimer Baudezernenten Carl Linnemann.
Begonnen wurde der Bau 1908; am 1. April 1909, dem Geburtstag Bismarcks, fand die Einweihung statt. In der Folge konnte der Aussichtsturm gegen Gebühr bestiegen werden. Zudem diente er als Veranstaltungsort für patriotische Feiern. Während des Zweiten Weltkriegs war ein Flak-Posten auf dem Turm stationiert. Britische Soldaten nutzten ihn bis 1956 als Sendeturm.
Als Baumaterial verwendete man Ruhrsandstein, außer bei den Tür- und Fensterumrahmungen, Eckquadern und dem Gesims (Niedermendiger Basaltlava).
Als er in den 1970er Jahren für eine Hochhaus-Bebauung abgerissen werden sollte, setzten sich bei der Leserbefragung einer Mülheimer Zeitung 94 % der Mülheimer Bevölkerung für den Erhalt des Bismarckturms ein. Seit 1998 war er wieder regelmäßig für Besucher geöffnet. Im Jahr 2018 wurde der Turm jedoch wegen Baufälligkeit für die Öffentlichkeit gesperrt. Ein Förderkreis bemüht sich derzeit um die Finanzierung der komplizierten Sanierung des Baudenkmals am rechten Ruhrufer.
Im Untergeschoss des Bismarckturmes hatte der Mülheimer Bildhauer und Maler Jochen Leyendecker (1957–2024) bis zur Schließung des Turms sein Atelier eingerichtet. Wechselnde Ausstellungen machten den Bismarckturm dadurch zu einem Kulturort mit besonderem Ambiente. Unter anderen stellte dort die Mülheimer Künstlerin Edith Polland-Dülfer ihre Werke aus.

## Lage
Bismarckstraße 22,
45470 Mülheim an der Ruhr

Anreise per ÖPNV:
Straßenbahn 104 ab Stadtmitte
bis Wasserstraße oder Spielplatz